# Бомштейн, Леонид Аркадьевич
Леонид Аркадьевич Бомштейн (Виленский) (род. 1 июня 1967, Ленинград) — российский оперный певец (тенор), солист Большого театра России, профессор кафедры сольного пения Российской академии музыки имени Гнесиных.

## Биография
Окончил Российскую академию музыки имени Гнесиных в 1996 году. Пел в Московском музыкальном театре «Геликон-опера» и Московском академическом музыкальном театре имени К. С. Станиславского и Вл. И. Немировича-Данченко, на сцене которых исполнил партии Рудольфа в «Богеме» Дж. Пуччини, Баяна в «Руслане и Людмиле» М.Глинки, Пеппе в «Паяцах» Р. Леонкавалло.
С 1998 года — солист оперной труппы Большого театра. В репертуаре певца ведущие партии: Звездочет («Золотой петушок» Н. А. Римского-Корсакова), Измаил («Набукко» Дж. Верди), Юродивый («Борис Годунов» М. П. Мусоргского), Луиджино («Прекрасная мельничиха» Дж. Паизиелло), Бомелий («Царская невеста» Н. А. Римского-Корсакова), Понг («Турандот» Дж. Пуччини), Горо («Мадам Баттерфляй» Дж. Пуччини), Моностатос («Волшебная флейта» В. А. Моцарта), Паисий (Чародейка П. И. Чайковского) и другие.
В 1996 году на Уэксфордском оперном фестивале в Ирландии исполнил партию Рудольфа («Богема»).
В 1999—2002 годах участвовал в постановках опер «Война и мир» С. Прокофьева, «Пиковая дама» П. Чайковского и «Хованщина» М. Мусоргского в Парижской национальной опере, где снова выступил в 2005 г. А также пел в опере «Иоланта» П. Чайковского на сцене Оперы Монте-Карло.
В 2000 году выступал на туринском фестивале «Музыкальный сентябрь» («Байка про Лису, Петуха, Кота да Барана» И. Стравинского).
В 2003 году исполнил партию Тебальдо в опере «Капулетти и Монтекки» В. Беллини в Опере Монпелье (Франция) и партию Звездочета («Золотой петушок») в Национальной опере Тулузы (Франция).
В 2004 году в новой постановке Бард-фестиваля (США) оперы «Нос» Д. Шостаковича исполнил партию Носа (дирижер Леон Ботштейн, режиссёр Франческа Замбелло).
В 2006 году в Иерусалиме участвовал в исполнении вокального цикла Д. Шостаковича «Из еврейской народной поэзии» (Иерусалимский симфонический оркестр, дирижёр Леон Ботштейн).
В 2007 году исполнил партию Мефистофеля в опере С. Прокофьева «Огненный ангел» в брюссельском театре Ла Монне (дирижер Казуши Оно, режиссёр Ричард Джонс).
В июне 2008 г. исполнил партию Задрипанного мужичонки («Леди Макбет Мценского уезда» Д. Шостаковича) на фестивале «Флорентийский музыкальный май» (дирижер Джеймс Конлон, режиссёр Лев Додин).
В сентябре-октябре 2011 года пел партию Носа («Нос» Д. Шостаковича) в Опере Цюриха (дирижер Инго Мецмахер, режиссёр Петер Штайн).
В 2013 году участвовал в постановке «Носа» в Римской опере (дирижер Алехо Перес, режиссёр Петер Штайн) и в 2015 году в Финской национальной опере (дирижер Михаэль Гюттлер). Сотрудничал с такими дирижёрами как: Г. Бертини, М. Эрмлер, А. Чистяков, Г. Рождественский, А. Лазарев, Владимир, Михаил и Дмитрий Юровские, П. Сорокин, В. Полянский, А. Аллеманди и др.

## Награды и премии
- Дипломант Международного конкурса «Belvedere» (1996)
- Лауреат I премии Международного конкурса «Musica classica» (2009)
- Гран-При Международного конкурса «Рождественская звезда» (2016)